# Cipicung (Cipicung)
Cipicung is een bestuurslaag in het regentschap Kuningan van de provincie West-Java, Indonesië. Cipicung telt 2340 inwoners (volkstelling 2010).